# Clasicismo despojado

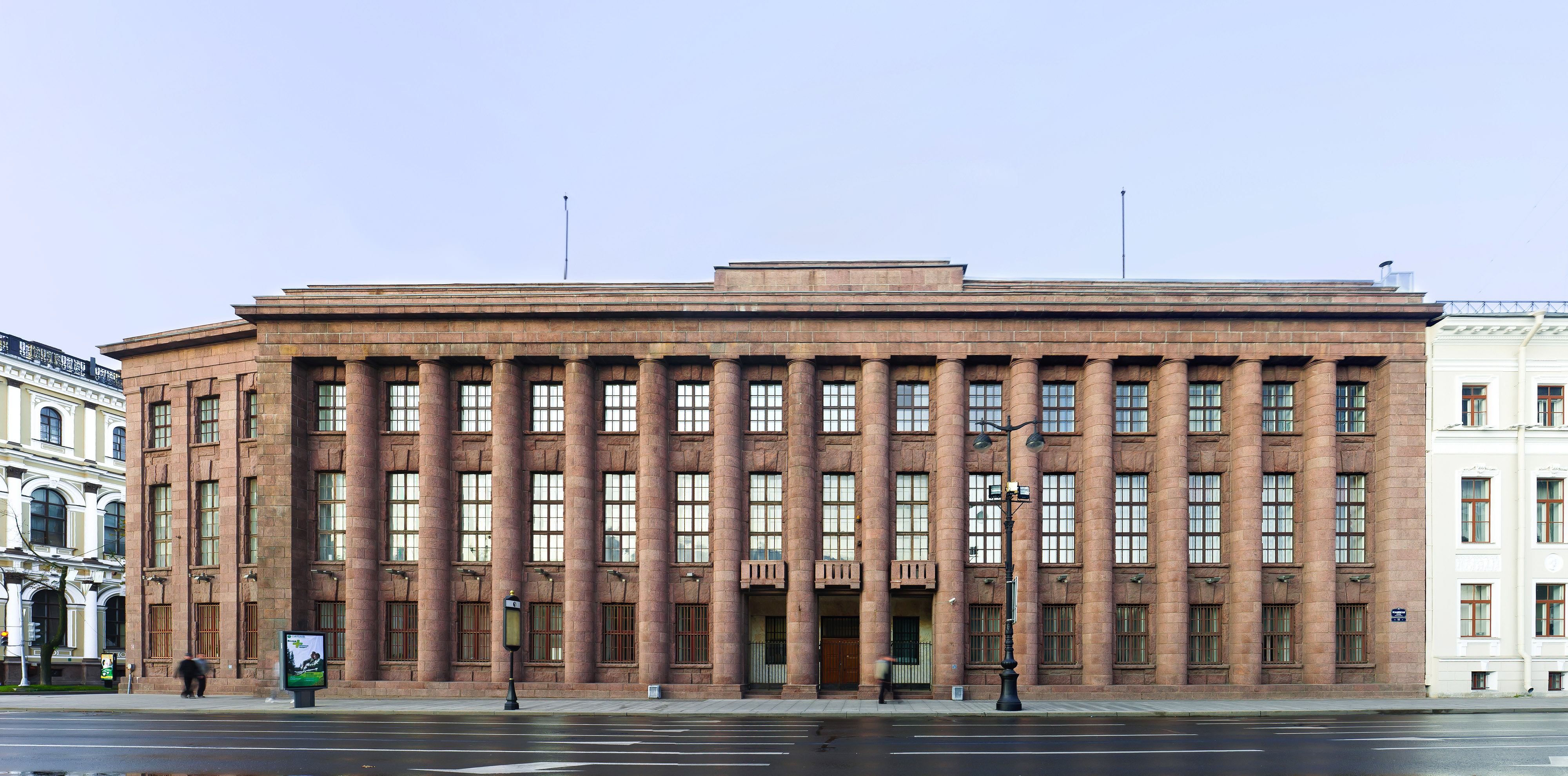
La Embajada Imperial Alemana (diseñada en 1911-12) en la Plaza de San Isaac de San Petersburgo es considerada el edificio clave del clasicismo despojado.

El clasicismo despojado (también llamado en ocasiones clasicismo hambriento o griego moderno) es un estilo arquitectónico clasicista del siglo xx despojado de la mayor parte o de toda la ornamentación, usado frecuentemente por los gobiernos para el diseño de edificios oficiales. Fue adoptado tanto por regímenes totalitarios como democráticos. Este estilo se caracteriza por un clasicismo «simplificado pero reconocible» en su volumen y escala global, a la vez que elimina los detalles decorativos tradicionales. Los órdenes clásicos solo son insinuados o están implicados indirectamente en la forma y en la estructura.
Pese a su similitud etimológica, el clasicismo despojado se distingue a veces del «clasicismo hambriento», ya que este último «muestra poca sensibilidad por las reglas, las proporciones, los detalles y la delicadeza, y carece de brío y vivacidad». En otras ocasiones, sin embargo, los términos «despojado» y «hambriento» se usan indistintamente.

## Descripción e historia

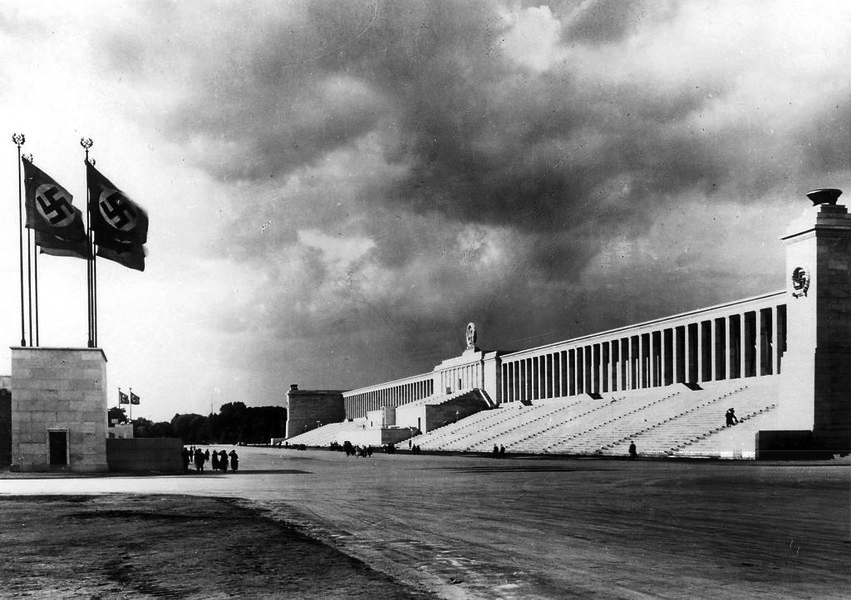
El Campo Zeppelín de Albert Speer en las afueras de Núremberg, en 1934.

Aunque habitualmente el término se reserva para el estilo más exhaustivo que forma parte de la arquitectura racionalista del siglo xx, las características del clasicismo despojado ya fueron plasmadas en la obra de algunos arquitectos neoclásicos revolucionarios de finales del siglo xviii y principios del siglo xix, como Étienne-Louis Boullée, Claude Nicolas Ledoux, Friedrich Gilly, Peter Speeth, Sir John Soane y Karl Friedrich Schinkel.
Entre las dos guerras mundiales, el clasicismo despojado se convirtió en el estándar de facto para muchos edificios oficiales e institucionales de todo el mundo. Los gobiernos usaron este estilo arquitectónico para conjugar la arquitectura moderna con la clásica, una respuesta política ideal ante un mundo en modernización. También se dijo que este movimiento tuvo su origen, en parte, en la necesidad de ahorrar dinero en obras públicas evitando el gasto en detalles clásicos fabricados a mano.
En Europa, ejemplos tan tempranos como la Embajada de Alemania en San Petersburgo, diseñada por Peter Behrens y completada en 1912, «establecieron modelos de la pureza clásica a la que aspiraban destacados arquitectos del movimiento moderno como Mies van der Rohe, pero también del clasicismo despojado megalómano de los arquitectos de Hitler, Stalin y Ulbricht, y quizás de los edificios oficiales americanos, británicos y franceses de la década de 1930». El estilo encontró posteriormente adherentes en los regímenes fascistas de Alemania, e Italia, así como en el régimen comunista de Stalin en la Unión Soviética. El Campo Zeppelín de Albert Speer y otras partes del complejo de congresos del partido nazi en las afueras de Núremberg eran quizá los ejemplos más famosos en Alemania, que usaban elementos clásicos como columnas y altares junto con tecnología moderna como focos. La Casa del Fascio de Como (Italia) también se ha asociado con el movimiento. En la Unión Soviética algunos de los proyectos del nunca construido Palacio de los Sóviets también mostraban características de este estilo.
Entre los arquitectos americanos, la obra de Paul Philippe Cret ejemplifica el estilo. Su monumento americano de Château-Thierry, construido en 1928, se considera uno de los primeros ejemplos. Entre sus otras obras identificadas con el clasicismo despojado están el exterior de la Biblioteca Folger Shakespeare (1933) en Washington D. C. (pero no el interior, de estilo neo-tudor), la torre principal de la Universidad de Texas en Austin (1937), el Eccles Building (1937) en Washington D. C. y la torre del Centro Médico Militar Nacional Walter Reed (1939).
El clasicismo despojado es a veces evidente en algunos edificios construidos por la Works Projects Administration durante la Gran Depresión, aunque mezclado con algunos elementos art déco. Algunos estilos relacionados se han denominado PWA Moderne y Greco Deco.
El estilo se generalizó, y traspasó las fronteras nacionales. Entre los arquitectos que al menos experimentaron notablemente en el clasicismo despojado se encuentran John James Burnet, Giorgio Grassi, Léon Krier, Aldo Rossi, Albert Speer, Robert A. M. Stern y Paul Troost.
Pese a su popularidad entre regímenes totalitarios, el estilo también fue adoptado por muchos gobiernos democráticos de países de habla inglesa, incluidos los Estados Unidos durante el New Deal. En cualquier caso, sus supuestas vinculaciones con el fascismo han dificultado su aceptación dentro del pensamiento arquitectónico convencional. En realidad, no hay ninguna evidencia de que los arquitectos que usaron este estilo tuveran una particular tendencia política; no obstante, tanto Adolf Hitler como Benito Mussolini lo admiraban. Por otro lado, el clasicismo despojado también fue utilizado por Iósif Stalin y varios regímenes comunistas.
Tras la caída del Tercer Reich y el fin de la Segunda Guerra Mundial, el estilo cayó en desuso. Sin embargo, fue revivido en algunos diseños en la década de 1960, incluido el Lincoln Center de Philip Johnson en Nueva York, que pone de manifiesto «un renacimiento del estilo clasicista despojado». Del mismo modo, en Canberra (Australia) el Tribunal Supremo del Territorio de la Capital Australiana (1961) y la Biblioteca Nacional de Australia (1968) resucitaron grandiosos diseños de estilo clasicista despojado.

## Ejemplos notables
| Nombre                                                                    | Imagen | Localización                                | Arquitecto(s)                                    | Año completado                 | Notas |
| ------------------------------------------------------------------------- | ------ | ------------------------------------------- | ------------------------------------------------ | ------------------------------ | --- |
| Embajada de Alemania en San Petersburgo                                   |        | San Petersburgo, Rusia                      | Peter Behrens                                    | 1913                           | |
| Old Parliament House                                                      |        | Canberra, Australia                         | John Smith Murdoch                               | 1927                           | |
| Edificio del Parlamento                                                   |        | Helsinki, Finlandia                         | J. S. Sirén                                      | 1931                           | |
| William R. Cotter Federal Building                                        |        | Hartford, Conneticut, Estados Unidos        | Malmfeldt, Adams & Prentice                      | 1931                           | |
| Frist Art Museum                                                          |        | Nashville, Tennessee, Estados Unidos        | Marr & Holman                                    | 1932                           | |
| Biblioteca Folger Shakespeare                                             |        | Washington D. C., Estados Unidos            | Paul Philippe Cret                               | 1933                           | John Gregory, escultura arquitectónica; Brenda Putnam, estatua de Puck. |
| Eccles Building                                                           |        | Washington D. C., Estados Unidos            | Paul Philippe Cret                               | 1937                           | Sidney Waugh, escultura; Samuel Yellin, hierro forjado; Ezra Winter, murales. |
| Casa de Moneda de San Francisco                                           |        | San Francisco, California, Estados Unidos   | Gilbert Stanley Underwood                        | 1937                           | |
| Tennessee Supreme Court Building                                          |        | Nashville, Tennessee, Estados Unidos        | Marr & Holman                                    | 1937                           | |
| Palacio Victoria                                                          |        | Bucarest, Rumanía                           | Duiliu Marcu                                     | 1937                           | |
| Virginia Department of Highways Building                                  |        | Richmond, Virginia, Estados Unidos          | Carneal, Johnston & Wright                       | 1937                           | |
| Pabellón Meštrović                                                        |        | Zagreb, Croacia                             | Ivan Meštrović                                   | 1938                           | |
| Capitolio del Estado de Oregón                                            |        | Salem, Oregón, Estados Unidos               | Francis Keally y Trowbridge & Livingston         | 1938                           | Leo Friedlander y Ulric Ellerhusen, escultura arquitectónica; Frank Henry Schwarz y Barry Faulkner, murales.                                                                                             |
| Patrick Henry Building                                                    |        | Richmond, Virginia, Estados Unidos          | Carneal, Johnston and Wright                     | 1938                           | |
| Ayuntamiento de Houston                                                   |        | Houston, Texas, Estados Unidos              | Joseph Finger                                    | 1939                           | |
| Edificio Harry S. Truman del Departamento de Estado de los Estados Unidos |        | Washington D. C., Estados Unidos            | Underwood & Foster                               | 1939                           | |
| Justice Building                                                          |        | Raleigh, Carolina del Norte, Estados Unidos | Northrup & O'Brien                               | 1940                           | |
| Ayuntamiento de Waltham Forest                                            |        | Waltham Forest, Londres, Reino Unido        | Philip Hepworth                                  | 1941                           | |
| Dauphin County Courthouse                                                 |        | Harrisburg, Pensilvania, Estados Unidos     | Lawrie and Green                                 | 1942                           | |
| Palacio de Hacienda                                                       |        | Ciudad de Buenos Aires, Argentina           | Antonio Pibernat                                 | 1937 (1° Etapa) 1950(2° Etapa) | Sede actual del Ministerio de Economía y de las Secretarias de obras públicas y de Transporte |
| Facultad de Ingeniería de Buenos Aires                                    |        | Buenos Aires, Argentina                     | Enrique Cáceres                                  | 1950                           | Antigua sede de la Fundación Eva Perón entre 1951 y 1955. |
| Anıtkabir                                                                 |        | Ankara, Turquía                             | Emin Halid Onat y Ahmet Orhan Arda               | 1953                           | Mausoleo de Mustafa Kemal Atatürk. |
| Lorenzo de Zavala State Archives and Library Building                     |        | Austin, Texas, Estados Unidos               | Adams and Adams                                  | 1959                           | |
| Memorial de los Mártires de Çanakkale                                     |        | Península de Galípoli, Turquía              | Feridun Kip, Doğan Erginbaş y İsmail Utkular     | 1960                           | Memorial de guerra por la Batalla de Galípoli. |
| Museo Nacional de Historia Estadounidense                                 |        | Washington D. C., Estados Unidos            | James Kellum Smith                               | 1964                           | |
| Biblioteca Nacional de Australia                                          |        | Canberra, Australia                         | Walter Bunning, en asociación con T.E. O’Mahoney | 1968                           | «Una versión moderna del espíritu de la antigua arquitectura greco-romana. Es inequívocamente un edificio del siglo xx, del estilo arquitectónico llamado clasicismo despojado de finales del siglo xx». |